# San José (Islas Dinágat)
San José  es un municipio filipino sin categoría, situado en la isla de Dinágat adyacente a la de Mindanao en su costa nordeste. Cabecera de la provincia de Islas Dinágat situada en la región administrativa de Caraga. Para las elecciones está encuadrado en el Único Distrito Electoral.

## Geografía
Municipio situado 120 km al norte de la ciudad de Butuan, capital de la región.
Su término linda al norte con el municipio de Basilisa; al sur con el del municipio de Dinagat; al este con el de Cagdayánao; y al oeste con el estrecho de Surigao, bahía de Melgar.

### Comunicaciones
Un barco procedente de la ciudad de Surigao se detiene en los dos muelles de la isla, Tubajón en el norte y Cagdayánao en el sur. La duración del trayecto es 30 a 45 minutos. Desde cualquiera de los dos podemos acceder por la carretera que comunica Cagdayánao con Santiago, barrio de Loreto, al centro de la isla donde se encuentra San José a 17 km de Cagdayánao.

### Barangayes
El municipio de San José se divide, a los efectos administrativos, en 12 barangayes o barrios, conforme a la siguiente relación:
| - Aurelio - Cuarinta - Don Ruben Ecleo (Baltazar) | - Jacquez - Justiniana Edera - Luna | - Mahayahay - Matingbe - San José (Población) | - San Juan - Santa Cruz - Wilson |

### Demografía
Según el censo de 2000, tenía una población de 25 532 personas que habitaban en 4917 hogares.

## Historia
El 18 de septiembre de 1960 la provincia de Surigao fue dividida en dos: Surigao del Norte y Surigao del Sur.
Las nueva provincia de Islas Dinagat fue creada el 2 de diciembre de 2006.
Hasta entonces formaba parte de la provincia de Surigao del Norte.
Este municipio tiene el nombre de San José en honor de su pionero José Ecleo, padre del que fuera alcalde Ruben Edera Ecleo Sr. Fue creado como tal en 1989, segregando su término del del municipio de Dinagat.
En el año 2009 fue modificado su término abarcando los siguientes doce barangays a saber: San José, Matingbe, Aurelio, Jacquez, San Juan, Mahayahay, Don Rubén, Justiniana Edera, Santa Cruz, Cuarinta, Wilson y la Luna.